# بیل واکر
بیل واکر (به انگلیسی: Bill Walker) فرماندار، وکیل و سیاستمدار اهل ایالات متحده آمریکا است. او فرماندار آلاسکا بود. او مستقل است.